# Polistes bequaerti
Polistes bequaerti är en getingart som beskrevs av Schulthess 1921. Polistes bequaerti ingår i släktet pappersgetingar, och familjen getingar. Inga underarter finns listade i Catalogue of Life.